# Pierre Renoir

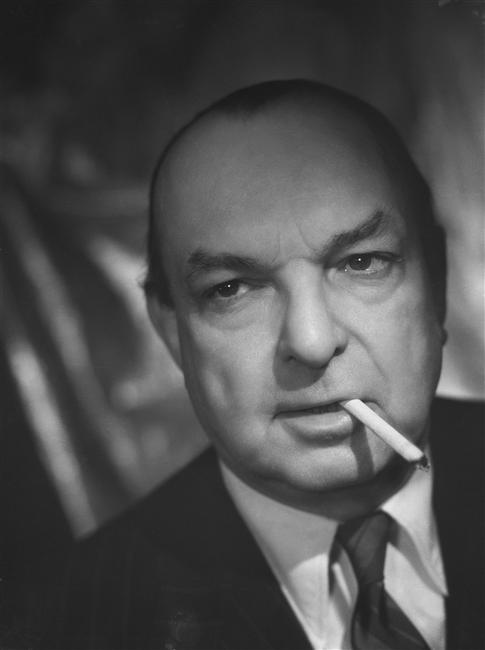
Pierre Renoir (1943)

Pierre Renoir (* 21. März 1885 in Paris; † 11. März 1952 ebenda) war ein französischer Schauspieler.

## Leben
Pierre Renoir kam als ältester Sohn des Malers Pierre-Auguste Renoir und seiner Frau Aline Victorine Charigot zur Welt. Sein 1894 geborener jüngerer Bruder war der spätere Filmregisseur Jean Renoir. Pierre Renoirs Patenonkel war der mit dem Vater befreundete Maler Gustave Caillebotte.
Schon in seiner Jugend interessierte sich Pierre Renoir für die Schauspielerei. Er besuchte das Conservatoire national supérieur d’art dramatique und gewann 1907 den Schauspielpreis prix de tragédie. Obwohl er zunächst wenig Interesse am Stummfilm zeigte, überzeugte ihn seine spätere Ehefrau, die Schauspielerin Véra Sergine, ab 1910 kleinere Filmrollen anzunehmen. Aus der Verbindung mit Véra Sergine ging 1914 der Sohn Claude Renoir hervor, der später erfolgreich als Kameramann arbeitete.
Nach dem Tod von Vera Sergine heiratete er die Schauspielerin Marie-Louise Iribe, mit der er die Filmproduktionsgesellschaft „Les artistes réunis“ gründete. Nach der Scheidung heiratete er seine dritte Frau, Lisa, die ebenfalls Schauspielerin war.
Pierre Renoir erlitt im Ersten Weltkrieg schwere Verwundungen, von denen er sich nur langsam erholte. Zu Beginn der 1920er Jahre nahm er seine Tätigkeit als Schauspieler wieder auf. Ab 1928 gehörte er zum Ensemble seines Freundes Louis Jouvet.
Jean Renoir überzeugte seinen Bruder Pierre Anfang der 1930er Jahre von den Möglichkeiten des Tonfilms. 1932 spielte Pierre Renoir in La nuit du carrefour einen der ersten Maigret-Darsteller nach der literarischen Vorlage von Georges Simenon. Regie bei diesem Film führte der Bruder Jean Renoir. Die Brüder arbeiteten später auch bei den Filmen La fille de l'eau, Die Marseillaise (La marseillaise) und Madame Bovary zusammen.
1935 spielte er in La Bandera einen Offizier so markant, dass er in späteren Filmen häufig auf diese Rolle festgelegt wurde. Zu einer seiner bekanntesten Filmrollen gehört die Darstellung des Jericho in dem 1945 unter der Regie von Marcel Carné fertiggestellten Film Kinder des Olymp. Als er 1951 seine Karriere beendete, konnte er auf zahlreiche Bühnenrollen und das Mitwirken in 65 Filmen zurückblicken.

## Filmografie
- 1911: La Digue – Regie: Abel Gance
- 1932: La Nuit du carrefour – Regie: Jean Renoir
- 1933: L’Agonie des aigles – Regie: Roger Richebé
- 1934: Madame Bovary – Regie: Jean Renoir
- 1935: La Route impériale – Regie: Marcel L’Herbier
- 1935: Towaritsch (Tovaritch) – Regie: Jacques Deval
- 1935: Die Liebesgasse von Marokko (La Bandéra) – Regie: Julien Duvivier
- 1935: Zwischen Abend und Morgen (Veille d’armes) – Regie: Marcel L’Herbier
- 1936: Les Loups entre eux – Regie: Léon Mathot
- 1936: L’Homme sans cœur – Regie: Léo Joannon
- 1936: Quand minuit sonnera – Regie: Léo Joannon
- 1936: Sous les yeux d’Occident – Regie: Marc Allégret
- 1937: La Citadelle du silence – Regie: Marcel L’Herbier
- 1937: Les Nuits blanches de Saint-Petersbourg – Regie: Jean Dréville
- 1937: Boissière – Regie: Fernand Rivers
- 1937: Mollenard – Regie: Robert Siodmak
- 1938: Légions d’honneur – Regie: Maurice Gleize
- 1938: Die Marseillaise (La Marseillaise) – Regie: Jean Renoir
- 1938: L’Affaire Lafarge – Regie: Pierre Chenal
- 1938: Le Patriote – Regie: Maurice Tourneur
- 1938: Le Révolté – Regie: Léon Mathot
- 1938: La Piste du Sud – Regie: Pierre Billon
- 1938: Le Paradis de Satan – Regie: Félix Gandera
- 1938: Serge Panine – Regie: Méré
- 1938: Das Leben ist kein Roman (La Maison du Maltais) – Regie: Pierre Chenal
- 1939: Der Fallensteller (Pièges) – Regie: Robert Siodmak
- 1939: Nord-Atlantique – Regie: Maurice Cloche
- 1939: Le Recif de corail – Regie: Maurice Gleize
- 1939: L’Embuscade – Regie: Fernand Rivers
- 1939: Nadia la femme traquée – Regie Claude Orval
- 1940: Ceux du ciel – Regie: Yvan Noé (Noemann)
- 1940: Le Pavillon brulé – Regie: Jacques de Baroncelli
- 1940: Histoire de rire – Regie: Marcel L’Herbier
- 1942: La Loi du printemps – Regie: Jacques Daniel-Norman
- 1942: Der letzte Trumpf (Dernier Atout) – Regie: Jacques Becker
- 1942: Le Journal tombe à cinq heures – Regie: Georges Lacombe
- 1942: Der Wolf von Malveneur (Le Loup des Malveneur) – Regie: Guillaume Radot
- 1942: L’Appel du bled – Regie: Maurice Gleize
- 1942: Die Spielhölle von Macao (Macao l’enfer du jeu) – Regie: Jean Delannoy
- 1942: Madame et la mort – Regie: Louis Daquin
- 1943: Tornava – Regie: Jean Dréville
- 1943: Le Voyageur sans bagages – Regie: Jean Anouilh
- 1943/45: Kinder des Olymp (Les enfants du paradis) – Regie: Marcel Carné
- 1944: Le Mystère Saint-Val – Regie: René Le Hénaff
- 1944: Le Père Goriot – Regie: Robert Vernay
- 1945: Abenteuer am Königshof (Le Capitan) – Regie: Robert Vernay
- 1945: Peloton d’exécution – Regie: André Berthomieu
- 1945: Marie la misère – Regie: Jacques de Baroncelli
- 1945: Mission spéciale – Regie: Maurice de Canonge
- 1946: Coïncidences – Regie: Debecque
- 1947: SOS – 11 Uhr nachts (La Dame d’onze heures) – Regie: Jean Devaivre
- 1947: Cargaison clandestine – Regie: Alfred Rode
- 1947: Les Trafiquants de la mer – Regie: Jacques Rozier
- 1948: Bauernhof der sieben Sünden (La Ferme des sept péchés) – Regie: Jean Devaivre
- 1948: Le Mystère de la chambre jaune – Regie: Aisner
- 1948: Skandal auf den Champs Elysées (Scandale aux Champs-Elysées) – Regie: Roger Blanc
- 1949: Le Furet – Regie: Raymond Leboursier
- 1949: Le Jugement de Dieu – Regie: Raymond Bernard
- 1949: Menace de mort – Regie: Raymond Leboursier
- 1950: Dr. Knock läßt bitten (Knock) – Regie: Guy Lefranc